# Jonas Åkerlund
Hans Uno Jonas Åkerlund, noto anche con lo pseudonimo di Vans McBurger (Bromma, 10 novembre 1966), è un regista e batterista svedese.
Attivo come regista di videoclip sin dalla fine degli anni ottanta nell'ambiente rock, ha diretto, a partire dal 2002, video musicali per popstar quali Madonna, Christina Aguilera, Beyoncé, Britney Spears, Mariah Carey, Shakira, Jennifer Lopez, Lady Gaga, Rihanna e Kesha. A partire dagli anni 2000 ha diretto anche vari lungometraggi come The Horsemen e Lords of Chaos.

## Biografia
Nel 1983 divenne batterista del gruppo metal svedese Bathory, poi dopo la registrazione del primo album omonimo, nel 1984, uscì dal gruppo. Jonas Åkerlund diresse il suo primo videoclip nel 1988 per il gruppo doom metal dei Candlemass. Fin dai primi anni '90 lavora con vari artisti e gruppi musicali di fama internazionale.

### Collaborazione con Roxette
Oltre ad aver diretto, nel 1992, i videoclip per i branI Så Länge det Lyser Mittemot e Mellan Sommar och Höst, pubblicati nell'album Den Standiga Resan di Marie Fredriksson, ha diretto alcuni video per il duo pop svedese Roxette verso la metà degli anni '90. Per la promozione di alcuni singoli, tra il 1993 e il 1996, ha diretto i videoclip di Fingertips '93, Run To You, Vulnerable, June Afternoon, She Doesn't Live Here Anymore e Un Día Sin Tí (Spending My Time), i cui brani sono tratti da alcuni album del gruppo: Tourism, Crash Boom! Bang!, Don't Bore Us - Get To The Chorus! e Baladas En Español.
Collabora nuovamente con i Roxette nel 1999 per i primi 2 singoli tratti dall'album Have A Nice Day in cui dirige i videoclip di Wish I Could Fly e Anyone. Nel 2001 ha diretto nel cottage Madonna Inn di Los Angeles il videoclip del singolo The Centre Of The Heart. Nel 2002 dirige A Thing About You, video dell'unico singolo tratto dalla raccolta The Ballad Hits. Nel 2002 per il film Spun viene utilizzata una canzone, Stupid, scritta da Per Gessle, in un nuovo arrangiamento registrato dal gruppo pop Roxette.

### Collaborazione con Per Gessle
Subito dopo aver collaborato con i Roxette nel 1997 dirige i video dei singoli tratti dall'album The World According to Gessle, del cantante pop svedese Per Gessle. Nel 2012 Per Gessle firma l'intera colonna sonora del film Small Apartments usando soprattutto versioni riarrangiate e strumentali di alcuni brani le cui versioni originali sono state pubblicate nel 2005, nell'album, con il gruppo e sotto lo pseudonimo di Son Of A Plumber.

### Altre collaborazioni
Oltre Marie Fredriksson e Per Gessle, soprattutto insieme anche come gruppo pop Roxette, Jonas Åkerlund ha collaborato in maniera occasionale anche con artisti rock come Moby, Jamiroquai, Iggy Pop, Paul McCartney, Shaggy, Ozzy Osbourne, Macy Gray, Metallica, Coldplay, U2, Smashing Pumpkins, Prodigy, Jane's Addiction, The Rolling Stones, Rammstein, Blink-182, Satyricon.
A partire dagli anni 2000 ha realizzato anche numerose collaborazioni con popstar, dirigendo video musicali per brani destinati ad avere un forte successo commerciale come Beautiful di Christina Aguilera, Paparazzi di Lady Gaga, Music, American Life e Celebration di Madonna, Sober di Pink, Hold It Against Me di Britney Spears, Praying di Kesha, When Love Takes Over di David Guetta e Kelly Rowland e Moves like Jagger di Maroon 5 e Christina Aguilera, Somebody to Love di Justin Bieber e Usher.
Ha poi diretto la pubblicità della linea svedese di abbigliamento MQ con la modella e attrice inglese Elizabeth Hurley.

### Carriera cinematografica
Nel 2002 esordisce come regista cinematografico con il film Spun, esperienza ripetuta nel 2009 con il thriller-horror The Horsemen. Nel corso del decennio successivo si concentra in maniera preponderante proprio su quest'attività, dirigendo vari film tra cui Small Apartments nel 2012, Lords of Chaos nel 2018 e Polar nel 2019.

## Discografia

### Con i Bathory
- 1984 - Bathory

## Filmografia

### Regista

#### Cinema
- Spun (2002)
- The Horsemen (2009)
- Small Apartments (2012)
- Paul McCartney's Live Kisses (2012)
- Paris (2016)
- Lords of Chaos (2018)
- Polar (2019)

#### Televisione
- Clark (2022)

#### Album live
- Blondie - Good Boys (2003)
- Madonna: I'm Going to Tell You a Secret (2005)
- Madonna: Tour – Live from London (2006)
- Madonna: The Confessions Tour (2007)
- On the Run Tour: Beyoncé and Jay-Z (2014)
- Taylor Swift: The 1989 World Tour Live (2015)
- Roxette Diaries (2016)

## Videografia

### Regista
1988
- Bewitched dei Candlemass

1992
- Så Länge det Lyser Mittemot di Marie Fredriksson
- Mellan Sommar och Höst di Marie Fredriksson

1993
- Fingertips '93 dei Roxette

1994
- Run To You dei Roxette

1995
- A La Ronde dei Sinclair
- Vulnerable dei Roxette
- Pay For Me dei Whale

1996
- June Afternoon dei Roxette
- She Doesn't Live Here Anymore dei Roxette
- Un Dia Sin Ti (versione spagnola di Spending My Time) dei Roxette

1997
- Do You Wanna Be My Baby? di Per Gessle
- James Bond Theme di Moby
- Kix di Per Gessle
- I Want You To Know di Per Gessle
- Smack My Bitch Up dei Prodigy

1998
- Ray of Light di Madonna
- My Favourite Game dei The Cardigans
- Turn the Page dei Metallica

1999
- Whiskey in the Jar dei Metallica
- Wish I Could Fly dei Roxette
- Canned Heat dei Jamiroquai
- Anyone dei Roxette
- Corruption di Iggy Pop

2000
- The Everlasting Gaze dei The Smashing Pumpkins
- Music di Madonna
- Porcelain (versione 1) di Moby
- Try, Try, Try dei The Smashing Pumpkins
- Try (versione di 15 minuti di Try, Try, Try dei The Smashing Pumpkins
- Beautiful Day (version 1) degli U2
- Black Jesus di Everlast
- Still (version 2: white hair) di Macy Gray

2001
- Gets Me Through di Ozzy Osbourne
- Walk On degli U2
- The Centre of the Heart dei Roxette
- Circus di Stina Nordenstam

2002
- A Thing About You dei Roxette
- Lonely Road di Paul McCartney
- Fuel For Hatred di Satyricon
- Me Julie di Ali G e Shaggy
- If I Could Fall In Love di Lenny Kravitz
- Help Me di Nick Carter
- Beautiful di Christina Aguilera
- Beautiful Day (version 2: Eze) degli U2

2003
- American Life di Madonna
- Good Boys dei Blondie
- True Nature dei Jane's Addiction

2004
- I Miss You dei Blink-182
- Aim 4 dei Flint
- Sexed Up di Robbie Williams

2005
- Rain Fall Down dei The Rolling Stones

2006
- Jump di Madonna
- One Wish dei Roxette
- Mann gegen Mann dei Rammstein
- Country Girl dei Primal Scream

2007
- Wake Up Call dei Maroon 5
- Good God di Anouk
- Same Mistake di James Blunt
- Watch Us Work It di Devo

2008
- Sober di Pink

2009
- When Love Takes Over di Kelly Rowland e David Guetta
- We Are Golden di Mika
- Paparazzi di Lady Gaga
- Celebration di Madonna
- Pussy dei Rammstein
- Ich tu dir weh dei Rammstein

2010
- Telephone  di Lady Gaga feat. Beyoncé
- Superbad di Adrienne Bailon
- Hot-N-Fun di N.E.R.D feat. Nelly Furtado
- Let Me Hear You Scream di Ozzy Osbourne
- Who's That Chick? di David Guetta feat. Rihanna (Day & Night versions)
- Somebody to Love di Justin Bieber feat. Usher

2011
- Hold it Against Me di Britney Spears
- Girl Panic! dei Duran Duran
- Moves like Jagger dei Maroon 5 feat. Christina Aguilera
- Mein Land dei Rammstein

2014
- Magic dei Coldplay
- True Love dei Coldplay
- Get Her Back di Robin Thicke
- Dangerous di David Guetta

2015
- Ghosttown di Madonna
- Bitch I'm Madonna di Madonna

2016
- ManUNkind dei Metallica

2017
- John Wayne di Lady Gaga
- Praying di Kesha
- The way you used to do dei Queens of the Stone Age
- A Little Work di Fergie
- You're the Best Thing About Me degli U2

2018
- Here Comes the Change di Kesha

2019
- God Control di Madonna